# Mesochorus longicoleus
Mesochorus longicoleus là một loài tò vò trong họ Ichneumonidae.